# UY Scuti
Désignations
UY Scuti est une étoile supergéante rouge de la constellation de l'Écu de Sobieski. Elle est l'une des plus grandes étoiles connues (la plus grande étant actuellement stephenson 2-18) et il s'agit également d'une variable pulsante dont la magnitude apparente visuelle varie entre 8,29 et 10,56.

## Caractéristiques

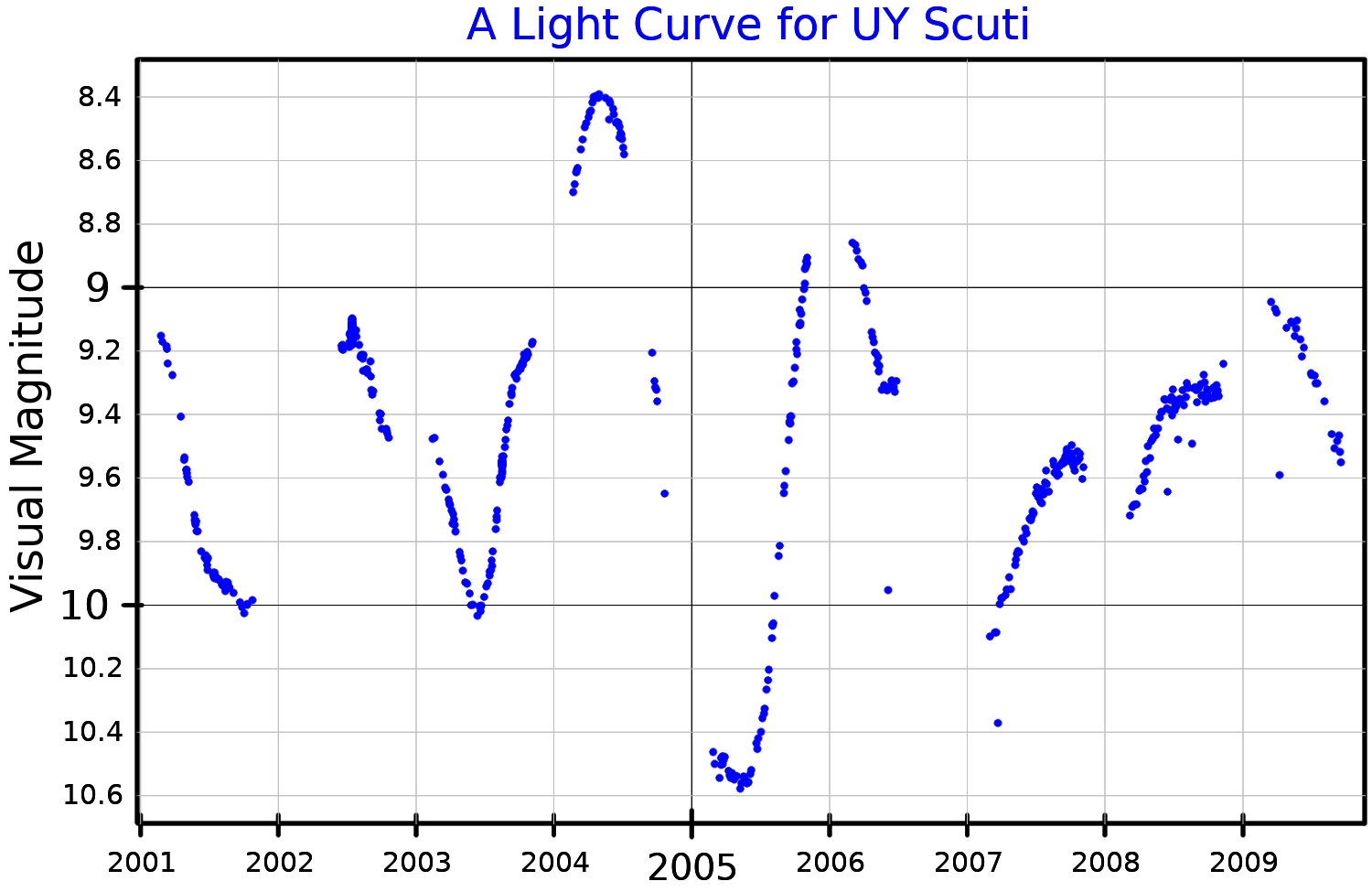
Courbe de lumière en lumière visible de UY Scuti dans les années 2000, issue des données du projet ASAS.

UY Scuti est une étoile variable semi-régulière de type SRc ayant une période de 688 jours. Elle a une magnitude bolométrique de -7,6, faisant d'elle l'une des étoiles les plus lumineuses de la galaxie.
En été 2012, des astronomes du VLT au Chili ont mesuré les paramètres de trois étoiles du centre galactique : UY Scuti, AH Scorpii et KW Sagittarii. Ils ont déterminé que ces astres sont 1 000 fois plus grands que le Soleil, ce qui les placerait parmi les plus grandes étoiles connues. Leur taille a été mesurée avec le rayon de Rosseland, l'emplacement où l'épaisseur optique est égale à 1 (quelquefois une valeur différente, par exemple 2/3).
Le rayon de l'étoile est alors estimé à 1 708 R☉ (soit 1 189 352 136 km) à une distance mesurée d'environ 5 000 années-lumière, soit environ 2 fois la taille de la célèbre Bételgeuse. À l'échelle, si la Terre avait le diamètre d'un ballon de plage de 20 cm, le Soleil mesurerait 22 m et UY Scuti aurait un diamètre d'environ 38 km.
Cependant, cette valeur a été réévaluée à plusieurs reprises. D'abord, la seconde data release du satellite Gaia publiée en 2018 fournit une mesure directe de la parallaxe de l'étoile de 0,6433 ± 0,1059 mas qui permet d'en déduire une distance d'environ 1,55 kpc (∼5 060 al), qui est bien plus basse que les estimations précédentes. La luminosité et le rayon d'UY Scuti sont donc plus faibles que précédemment envisagés, à des valeurs de 87 000 L☉ et 755 R☉, respectivement. Plus tard, une nouvelle mesure de la parallaxe par Gaia DR3 donne une valeur de 0,5166 milliseconde d'arc. En utilisant cette parallaxe, la couleur et la magnitude apparente de UY Scuti, Bailer-Jones et al. donnent une distance de 1 800 parsecs, soit 5 900 années-lumière. Une étude de 2023 donne un rayon d'environ 900 rayons solaires, ainsi qu'une luminosité de 124 000 luminosités solaires et une température de 3 500 K.

## Masse
La masse d'UY Scuti est aussi incertaine, principalement parce que cette étoile n'a pas de compagnon visible qui pourrait aider au calcul de sa masse. Les modèles d'évolution stellaire en concluent que la masse initiale d'une étoile (masse d'une étoile en formation) atteignant le niveau d'une supergéante rouge comme UY Scuti aurait dû être approximativement de 25 M☉ (avec un maximum de 40 M☉ pour une étoile à rotation très lente). Elle a probablement perdu plus de la moitié de sa masse au fil du temps. Le calcul de la masse de UY Scuti est parvenu au résultat de 7 à 10 (8,5) fois celle du Soleil.

## Fin de vie
En se basant sur son évolution stellaire, UY Scuti a commencé à fusionner son hélium et continue de fusionner son hydrogène dans une coquille autour du noyau. La place d'UY Scuti dans le disque de la Voie lactée laisse penser qu'elle fait partie de la population I, ou est une étoile très riche en métal, donc d'une durée de vie plutôt courte.
UY Scuti devrait fusionner son carbone, son oxygène, son néon et son silicium dans son noyau dans les prochains millions d'années. Après cela, son noyau sera formé principalement de fer, thermonucléairement inerte, ce qui perturbera son équilibre de gravité et sa radiation interne. Il en résultera un effondrement gravitationnel, puis une supernova.
Ce genre d'étoiles massives évoluera (avant la phase finale de supernova) dans des températures superficielles plus chaudes, avant de devenir une hypergéante jaune, une variable lumineuse bleue ou une étoile Wolf-Rayet, créant un vent stellaire intense qui éjectera ses couches supérieures et exposera ses couches internes.